# Marcel Cavaillé
Ne doit pas être confondu avec Jean-Charles Cavaillé.
Marcel Cavaillé, né le 3 février 1927 à Lisle-sur-Tarn (Tarn) et mort le 14 février 2013  à Saint-Jean (Haute-Garonne), est un homme politique français de centre-droit (UDF-PR). Il a notamment été secrétaire d’État aux Transports et secrétaire d’État au Logement durant le septennat de Valéry Giscard d'Estaing.

## Biographie

### Enfance, famille et formation
Cet ingénieur à EDF fut le suppléant de Pierre Baudis aux élections législatives de 1962, 1967 et 1968.
En tant que secrétaire d’État aux Transports, il est à l'origine :
- de la création de la carte orange,
- d'un concours de projets ayant abouti à la réintroduction du tramway en France, connu sous le nom de concours Cavaillé,
- de l'extension du versement transport aux communes et établissements publics de plus de 100 000 habitants (décret n°74-933 du 7 novembre 1974).

Il fut aussi adjoint au maire de Toulouse, à l'époque où la ville rose était dirigée par Pierre Baudis.

### Carrière politique

#### Sénateur de la Haute Garonne
Alors qu'il est ingénieur EDF, Marcel Cavaillé fait ses débuts en politique en se faisant élire le 26 septembre 1971 sénateur de la Haute-Garonne (avec la liste d'Union pour la sauvegarde et la promotion des communes), succédant ainsi à André Servat, sénateur d'août à septembre 1971. En 1974, après le décès du Président de la République Georges Pompidou, Valéry Giscard d'Estaing (centre-droit, tout comme Marcel Cavaillé) accède au pouvoir. Il nomme Jacques Chirac au poste de Premier ministre. Nommé au ministère des Transports, Marcel Cavaillé quitte alors son mandat de Sénateur le 9 juillet 1974.

#### Ministre

##### 1974-1978: Secrétaire d'État aux Transports
La principale mesure que prit Marcel Cavaillé au ministère des Transports fut ce que l'on a appelé le concours Cavaillé. En effet, le 27 février 1975, le secrétaire d'État aux Transports Marcel Cavaillé (Gouvernement de Jacques Chirac) adresse une lettre aux maires de huit villes françaises (Bordeaux, Grenoble, Nancy, Nice, Rouen, Strasbourg, Toulon, Toulouse), dans le but de réhabiliter le tramway en France. Il mentionne la « nécessité d’arrêter les choix techniques et les échéanciers de réalisation (…) et d’étudier au plus vite des solutions utilisant au maximum la voirie actuelle et recourant à un minimum d’infrastructures nouvelles, en particulier souterraines. »
À la lettre s’ajoute en août 1975 un concours sur les caractéristiques d’un transport urbain guidé, électrique, pouvant utiliser la voirie existante. Il tend à prouver que le tramway est le seul mode de transport de ce créneau, intermédiaire entre le bus et le métro, rejetant les transports futuristes que prônent les politiques de l’époque.
Le résultat obtenu par l’opération Cavaillé est double : les lauréats du concours pour le matériel roulant ont été désignés en juin 1976 : Alsthom (aujourd'hui Alstom) et Francorail-MTE d’une part et Matra, Brugeoise et Nivelles, et TCO, d’autre part. Du côté des collectivités locales pressenties, aucune ne s’est manifestée après les résultats du concours.
De 1966 à 1985, seules 3 agglomérations ont conservé leur tramway : 
- Lille, avec deux lignes vers Roubaix et Tourcoing ;
- Marseille, avec la ligne Noailles - Saint-Pierre
- Saint-Étienne, dont la ligne Bellevue-Terrasse, véritable colonne vertébrale du réseau, fut longtemps la plus chargée d'Europe

« Une parenthèse de vingt ans », souligne Jean-Louis La Rosa, historien et président de l'Association pour le Musée des Transports Urbains, Interurbains et Ruraux (AMTUIR).  Le tramway connut son apogée en 1930, avant le déclin à partir de 1932. Il doit son grand retour à Marcel Cavaillé, secrétaire d'État aux Transports. Alain Chénard, maire de Nantes, le premier à se porter candidat, y laissera son siège.
C'est également sous son ministère que fut créée la Carte Orange, premier titre intermodal de large diffusion en Île-de-France et ancêtre du Passe Navigo.

##### 1978-1980: Secrétaire d'État au Logement
Après avoir été Secrétaire d'État aux Transports durant trois gouvernements successifs (Gouvernement Jacques Chirac (1), Gouvernement Raymond Barre (1) et Gouvernement Raymond Barre (2), Marcel Cavaillé est nommé le 6 avril 1978 Secrétaire d'État au Logement.
Pour l'anecdote, la conseillère technique de son cabinet fut Anne-Marie Idrac, Secrétaire d'État au Commerce extérieur dans le Gouvernement François Fillon (2) et ancienne présidente de la SNCF.

### Décès et hommage
Marcel Cavaillé s'éteint le 14 février 2013 à l'âge de 86 ans.
Le 20 décembre 2013 est inaugurée l'extension du tramway de Toulouse, dont la station située avenue de Muret porte son nom.

### Synthèse de ses fonctions politiques

#### Mandat parlementaire
- Sénateur de la Haute-Garonne, du 26 septembre 1971 au 9 juillet 1974.

#### Fonctions ministérielles
- Secrétaire d’État aux Transports du gouvernement Jacques Chirac (1), du 8 juin 1974 au 25 août 1976.
- Secrétaire d’État aux Transports du gouvernement Raymond Barre (1), du 27 août 1976 au 29 mars 1977.
- Secrétaire d’État aux Transports du gouvernement Raymond Barre (2), du 29 mars 1977 au 31 mars 1978.
- Secrétaire d’État au Logement du gouvernement Raymond Barre (3), du 6 avril 1978 au 2 octobre 1980.